# 柳田敏雄
柳田敏雄（日语：／ Yanagida Toshio ?，1946年—），日本生物物理學家，以螢光顯微鏡、雷射顯微鏡進行分子計測的先驅者。現任大阪大學特聘教授、名譽教授，理化學研究所生命系統研究中心首長、腦信息通信研究中心首長。文化功勞者。

## 生平
1946年，柳田敏雄誕生於日本兵庫縣，大阪大學基礎工學部畢業，工學博士（大阪大學）。
在大阪大學，柳田被寄予「打破阪大畢業生（大學部）諾貝爾獎得主零人紀錄」的厚望，但2014年諾貝爾化學獎授予了「超解析度螢光顯微鏡」研究，身為同領域（分子計策）權威的柳田因此自評「很難獲獎」。
語錄：「悠哉悠哉的人　才能把事做好」

## 貢獻
以螢光顯微鏡、雷射顯微鏡進行分子計測。

## 榮譽
- 1989年　大阪科学獎[4]
- 1994年　内藤記念科學振興獎[4]
- 1998年　日本學士院獎恩賜獎　[4]
- 1999年　朝日獎[4]
- 2010年　The US Genomic Award for Outstanding Investigator in the Field of Single Molecule Fluorescence Microscopy　[4]
- 2013年10月　文化功勞者[5]。

## 外部連結
- 大阪大学-研究者総覧 （页面存档备份，存于）